# Joseph Levin Saalschütz
Joseph Levin Saalschütz (Königsberg, 15 de março de 1801 — Königsberg, 23 de agosto de 1863) foi um arqueólogo alemão.